# 堀辰雄文学記念館
堀辰雄文学記念館（ほりたつおぶんがくきねんかん）は、長野県北佐久郡軽井沢町にある文学館。軽井沢に別荘を構えて晩年を過ごした堀辰雄の旧居跡に、1992年に仮開館し、1993年に開館した。事業主体は軽井沢町で、「軽井沢町博物館・類似施設に関する条例」に基づいて運用されている。全国文学館協議会加盟。

## 概要
記念館には旧居、堀の亡くなる直前に完成した書庫、の他、堀の生涯と文学の背景を紹介した常設展示棟（堀多恵子未亡人が長く住んでいた別棟）、直筆原稿や研究資料などが保存され資料の閲覧や企画展・講演会などの催しが行われる閲覧室などがあり、2001年には広大な庭に堀の直筆の文学碑が建立された。
収蔵資料は約3500冊に及ぶ蔵書、直筆原稿、初版本、初版雑誌、写真、書簡、硯箱などから構成され、企画展などで展示されている。

## 利用案内
- 開館時間は午前10時から午後5時まで
- 休館日は毎週水曜日、年末年始（12月28日から翌年1月4日）、7月15日から10月31日までは無休

## アクセス
- しなの鉄道線信濃追分駅から 徒歩で約20分
- 上信越自動車道 碓氷軽井沢ICから 車約30分